# 大分市民図書館

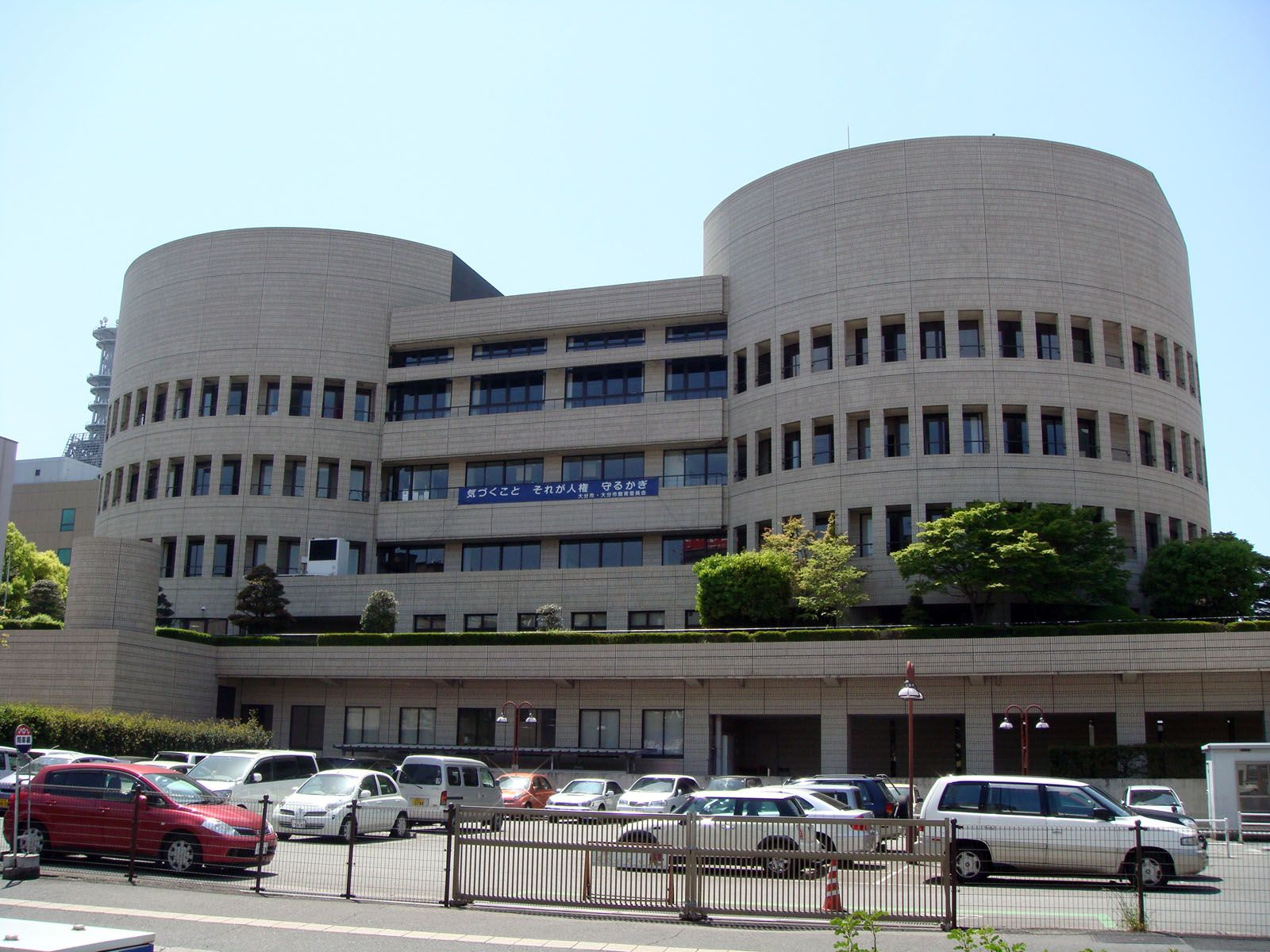
コンパルホール分館が入居するコンパルホール

大分市民図書館（おおいたしみんとしょかん）は、大分県大分市にある公立図書館である。ホルトホール大分の1-2階に設置された大分市民図書館（本館）と、コンパルホールの1階に設置された大分市民図書館コンパルホール分館（分館）とからなる。

## 沿革
かつての大分市では、1974年（昭和49年）から移動図書館車の運行が行われていたものの、常設の市立図書館はなかった。そこで、1986年（昭和61年）6月に複合文化施設であるコンパルホールが開館した際に、コンパルホール内にコンパルホール市民図書館が設けられた。この図書館は、当時としては珍しかった休日・祝日開館、午前9時から午後9時までの長時間開館といった試みを行っていた。また、大分県内の公立図書館で初めて図書館コンピュータシステムが導入されたのも、この図書館であった。コンパルホール市民図書館は、1996年（平成8年）7月に 図書館法に基づく図書館として整備され、名称を大分市民図書館に改めた。
2013年（平成25年）7月20日、ホルトホール大分の開館に伴い、同施設内に移転。コンパルホール内の施設は規模を縮小し大分市民図書館コンパルホール分館となった。

### 年表
- 1974年（昭和49年）6月 - 「大分市移動図書館の設置及び管理に関する条例」が公布される[4]。
- 1974年（昭和49年）8月 - 移動図書館車「そよかぜ1号」が運行を開始[4]。
- 1986年（昭和61年）6月 - コンパルホールの開館に伴い、コンパルホール市民図書館が設けられ、大分地域広域市町村圏（野津原町・挾間町・庄内町・湯布院町・佐賀関町）への配本を開始[4]。
- 1996年（平成8年）7月 - 図書館法に基づく図書館として整備され、大分市民図書館となる[4]。
- 2013年（平成25年）
  - 3月1日 - 3月31日 - ホルトホール大分への移転準備のため休館[2]。
  - 7月20日 - ホルトホール大分内に移転。コンパルホール内の施設は規模を縮小し大分市民図書館コンパルホール分館となる。
  - 11月28日 - 大分市民図書館コンパルホール分館で1階天井から水漏れが起こり、児童図書コーナーの児童書約1万冊が水浸しになった。同コーナーは一時閉鎖されたが、12月11日に再開した[5][6]。

## 利用
図書の貸出は、大分市、別府市、臼杵市、津久見市、竹田市、豊後大野市、由布市、日出町に住んでいる者、大分市に通勤・通学している者が利用可能。利用には、貸出券の登録が必要である。貸出及び返却は、大分市民図書館本館、分館のほか、大分市内の10の公民館、鶴崎・稙田市民行政センター図書室、返却ポストが設置された校区公民館でも可能。